# راي فيريس
راي فيريس (بالإنجليزية: Ray Ferris)‏ (22 سبتمبر 1920 في المملكة المتحدة - 1 فبراير 1994 في المملكة المتحدة) هو لاعب كرة قدم بريطاني (وحمل سابقاً جنسية المملكة المتحدة لبريطانيا العظمى وأيرلندا) في مركز نصف الجناح. شارك مع منتخب أيرلندا الشمالية لكرة القدم. أما مع النوادي، فقد لعب مع برمنغهام سيتي ونادي برينتفورد ونادي كرو ألكساندرا ونادي ووستر سيتي.

## وصلات خارجية
- راي فيريس على موقع قاعدة بيانات كرة القدم.إي يو (الإنجليزية)